# Sphenomorphus indicus
Sphenomorphus indicus este o specie de șopârle din genul Sphenomorphus, familia Scincidae, descrisă de Gray 1853. Conform Catalogue of Life specia Sphenomorphus indicus nu are subspecii cunoscute.